# Corydalis pseudobarbisepala
Corydalis pseudobarbisepala är en vallmoväxtart som beskrevs av Friedrich Karl Georg Fedde. Corydalis pseudobarbisepala ingår i släktet nunneörter, och familjen vallmoväxter. Inga underarter finns listade i Catalogue of Life.